# Diocesi di Argo
La diocesi di Argo (in latino Dioecesis Argensis) è una sede soppressa del patriarcato di Costantinopoli e una sede titolare della Chiesa cattolica.

## Storia
Argo è un'antica sede vescovile della Grecia nel Peloponneso, suffraganea dell'arcidiocesi di Corinto. Come tutte le sedi episcopali della prefettura dell'Illirico, fino a metà circa dell'VIII secolo la diocesi di Argo era parte del patriarcato di Roma; in seguito fu sottoposta al patriarcato di Costantinopoli.
Dopo san Perigene, menzionato dalla tradizione, primo vescovo storicamente documentato di Argo è Genetlio, che intervenne al concilio del 448 convocato a Costantinopoli dal patriarca Flaviano per condannare Eutiche. Succedette Onesimo, che prese parte al concilio di Calcedonia nel 451. Seguì Tale, che sottoscrisse nel 458 la lettera dei vescovi dell'Ellade all'imperatore Leone I dopo la morte di Proterio di Alessandria. Nel VII secolo è noto il vescovo Giovanni, che fu tra i padri del terzo concilio di Costantinopoli nel 680. Teotimo partecipò al Concilio di Costantinopoli dell'879-880 che riabilitò il patriarca Fozio di Costantinopoli.
Nel X secolo vissero Teodoro, menzionato nella vita di Teodoro di Citera; il vescovo san Pietro, ricordato nel Martirologio Romano il 3 maggio, e Cristoforo, destinatario di una lettera di Teodoro di Nicea. A partire da questo secolo, le fonti coeve attestano il doppio nome di «Argo e Nauplia», indizio dell'unione di Argo con la vicina diocesi di Nauplia.
La scoperta di un antico synodicon della Chiesa di Argo ha restituito i nomi di oltre 20 vescovi da san Pietro fino all'arrivo dei Crociati all'inizio del XIII secolo, molti dei quali ignoti alle fonti storiche contemporanee. I synodica erano particolari testi di carattere teologico e liturgico che venivano proclamati durante le feste più importanti dell'anno liturgico ortodosso, in particolare nella festa dell'Ortodossia istituita dopo la sconfitta definitiva dell'iconoclastia nel IX secolo.
Le Notitiae Episcopatuum del patriarcato di Costantinopoli attestano l'esistenza della diocesi fino al XV secolo, dapprima come sede suffraganea di Corinto e a partire dal XII secolo come sede metropolitana senza suffraganee. Storicamente Argo fu elevata al rango di metropolia nel 1189. Le Notitiae ignorano l'esistenza di Nauplia, eccetto che nell'ultima, datata agli inizi del XV secolo, dove le due sedi sono menzionate assieme.
Argo e Nauplia furono occupate dai Crociati dal 1210 al 1389 e poi dalla repubblica di Venezia fino al termine del XV secolo. In questo periodo la serie episcopale greca fu interrotta., mentre fu istituita una diocesi di rito latino, a cui fu unita quella di Damala nel 1222, che sopravvisse fino alla conquista da parte dell'Impero ottomano (1483).
All'epoca del patriarca Geremia I di Costantinopoli (1525-1546) fu restaurata la sede greca di Argo e Nauplia, con sede a Nauplia. Doroteo fu il primo metropolita dopo l'occupazione degli occidentali. Nel 1686 la sede della metropolita fu trasferita ad Argo, per ritornare a Nauplia nel 1821.
Dopo l'indipendenza ellenica, furono riviste le circoscrizioni ecclesiastiche della Grecia. La sede di Argo-Nauplia fu soppressa e al suo posto fu istituita la metropolia dell'Argolide; tuttavia la città di Argo e il suo territorio furono annesse alla metropolia di Corinto. Dopo il riconoscimento dell'autocefalia della Chiesa di Grecia, nel 1852 furono rivisti i confini tra le varie metropolie, e in questa occasione la città di Argo fu annessa alla metropolia dell'Argolide.
Dal XVI secolo Argo è annoverata tra le sedi vescovili titolari della Chiesa cattolica; la sede è vacante dal 2 febbraio 1973. Nel Medioevo è chiamata Argolicensis. Dal Seicento si impone la forma Argivensis (anche Arginensis) fino a fine Ottocento, quando la sede diventa Argaea ed in seguito Argensis.

## Cronotassi

### Vescovi greci
- San Perigene †
- Genetlio † (menzionato nel 448)
- Onesimo † (menzionato nel 451)
- Tale † (menzionato nel 458)
- Giovanni I † (prima del 680 - dopo il 681)[9]
- Teotimo † (menzionato nell'879)[10]
- Teodoro I † (prima del 916)[11]
- San Pietro I Taumaturgo † (circa 916 - circa 921/22 deceduto)[12]
- Costantino I †[13]
- Cristoforo † (documentato tra il 945 e il 956)[14]
- Pietro II †
- Giovanni II †
- Nicola I † (fine X secolo)[15]
- Sisinnio I †
- Andrea †
- Teodoro II † (fine X secolo)[16]
- Sisinnio II †
- Pietro III †
- Basilio †
- Teofilatto †
- Sisinnio III †
- Gregorio I †[17]
- Nicola II †
- Giovanni III † (XI/XII secolo)[18]
- Gregorio II †
- Costantino II †[19]
- Teodoro †
- Leone † (prima del 1143 - dopo il 1157)[20]
- Niceta † (prima del 1165/1166 - dopo il 1173/1174)[21]
- Giovanni IV † (menzionato nel 1188/89)[22]
  - Sede soppressa (XIII-XVI secolo)
- Doroteo (Dionisio I ?) † (1575)
- Dionisio II †
- Dionisio III †
- Andrea †
- Melezio †
- Gabriele †
- Basilio †
- Teofane † (1624)
- Macario † (1662)
- Benedetto † (1767)
- Neofito †
- Doroteo †
- Giacomo Armogavlis †
- Gregorio † (? - 1821 deceduto)

### Vescovi latini
- Anonimo † (menzionato nel 1223, 1231, 1236)
- Anonimo † (? - 30 marzo 1237 nominato arcivescovo di Corinto)
- Anonimo † (menzionato nel 1245)
- Anonimo † (menzionato nel 1255)
- Giovanni † (? deceduto)
  - Bernardo † (? dimesso) (vescovo eletto)
- Nicola † (30 aprile 1311 - ? deceduto)
- Nicola, O.E.S.A. † (17 dicembre 1324 - 1334 deceduto)[23]
- Giovanni, O.Praem. † (4 settembre 1334 - ?)
- Venturino † (? - 10 dicembre 1358 nominato vescovo di Belcastro)
- Nicola, O.F.M. † (10 dicembre 1358 - ? deceduto)
- Giacomo Pietro Pigalordi, O.P. † (8 novembre 1367 - ?)
- Matteo † (? deceduto)
- Nicola de Lingonis, O.P. † (19 febbraio 1392 - ?)
- Giovanni, O.E.S.A. † (1392 - 1395 deceduto)[24]
- Corrado Flader, O.P. † (29 novembre 1395 - ?)
- Secondo Nani † (18 aprile 1418 - 14 maggio 1425 nominato vescovo di Cattaro)
- Francesco Pavoni † (14 maggio 1425 - ? deceduto)
- Bartolomeo Lopacci Rimbertini, O.P. † (16 aprile 1434 - 23 settembre 1439 nominato vescovo di Cortona)
  - Giovanni di Ragusa, O.P. (1438 - 1441) (antivescovo)[25]
- Marco de Carmello † (28 luglio 1441 - ?)
- Marco Taruello † (26 novembre 1473 - ?)
- Guglielmo Militis † (1478 - ? deceduto)
- Agostino de Maddalena, O.S.A. † (1479 - 1482 deceduto)[24]
- Agostino de Matemarico, O.S.B. † (15 novembre 1482 - ? deceduto)
- Trifone Gabriele † (? succeduto)

### Vescovi titolari
- Paolo Zabarella, O.E.S.A. † (20 marzo 1504 - 1512 succeduto arcivescovo di Nasso)[26]
- Gerolamo de Padova, O.E.S.A. † (19 marzo 1512 - 1530 deceduto)[27]
- Callisto de Amadei † (20 aprile 1534 - ?)
- Giacomo Rota † (10 aprile 1540 - ? deceduto)
- Gerardo Busdragi † (24 agosto 1552 - ?)
- Gerolamo Guglielmi (Vielmi), O.P. † (17 marzo 1563 - 19 luglio 1570 nominato vescovo di Cittanova)
- Leandro Garuffi † (15 gennaio 1574 - 1580 succeduto vescovo di Sarsina)
- Stanisław Udrzycki † (4 dicembre 1617 - prima di ottobre 1621 deceduto)
- Louis Duchaine † (2 aprile 1618 - 21 febbraio 1623 succeduto vescovo di Senez)
- Franciszek Zajerski † (21 febbraio 1622 - 1631 deceduto)
- Stanisław Łoza † (12 giugno 1634 - 1639 deceduto)
- Mikołaj Krasicki † (3 ottobre 1639 - 1652 deceduto)
- Mathias Bystrom † (22 settembre 1659 - ?)
- Bernardino della Chiesa, O.F.M. † (20 marzo 1680 - 10 aprile 1690 nominato vescovo di Pechino)
- Johann Aloys (Algis) Schneider † (1º marzo 1816 - 22 dicembre 1818 deceduto)
- Polikarp Maciejewski, O.P. † (4 giugno 1819 - 19 ottobre 1827 deceduto)
- Bernardo Antonio De Riso, O.S.B. † (9 agosto 1883 - 23 agosto 1883 succeduto vescovo di Catanzaro)
- Francesco Benassi † (10 novembre 1884 - 15 marzo 1892 deceduto)
- Joaquim Arcoverde de Albuquerque Cavalcanti † (26 agosto 1892 - 19 agosto 1894 succeduto vescovo di San Paolo)
- Antonio Valbonesi † (13 giugno 1899 - 15 aprile 1901 nominato vescovo di Urbania e Sant'Angelo in Vado)
- António Moutinho † (21 agosto 1901 - 14 novembre 1904 nominato vescovo di Santiago di Capo Verde)
- Andrea Caron † (8 luglio 1905 - 8 gennaio 1908 succeduto vescovo di Ceneda)
- Amando Bahlmann, O.F.M. † (10 luglio 1908 - 5 marzo 1939 deceduto)
- Oreste Rauzi † (17 giugno 1939 - 2 febbraio 1973 deceduto)